# Xylophanes gundlachii
Xylophanes gundlachii is een vlinder uit de familie van de pijlstaarten (Sphingidae). De wetenschappelijke naam van de soort werd in 1863 als Chaerocampa gundlachii gepubliceerd door Gottlieb August Wilhelm Herrich-Schäffer.